# آسیابک‌های آب‌کنار
آسیابک‌های آب‌کنار (نام علمی: Orthetrum) نام یک سرده از خانواده آسیابک‌های آب‌نشین است.